# دیپر پاینز
"دیپر" پاینز یک شخصیت داستانی و یکی از شخصیت‌های اصلی سری انیمیشن آبشار جاذبه، از شبکه دیزنی است.

## مرور کلی
دیپر یک پسربچهٔ کنجکاو و و باهوش و ۱۲ ساله است (در قسمت پایانی ۱۳ ساله) که به همراه میبل (خواهرش)، برای گذارندن تعطیلات تابستانی خود به شمال غربی کالیفرنیا که محل زندگی عموی آن‌ها استنلی است، می‌روند. آن‌ها به این مکان که به آبشار جاذبه معروف است سفر کرده و ماجراهای جالبی را می‌سازند. دیپر پنج دقیقه بعد از میبل به دنیا آمده است همچنین دیپر سومین جلد دفتر خاطرات استن‌فورد پاینز، برادر دوقلو و باهوش استن لی پاینز که در فصل ۲ قسمت ۱۰ سریال پیدایش می‌شود، در جنگل پیدا می‌کند. اسم مستعار دیپر به خاطر علامت روی پیشانی او است. دیپر روی پیشانی خود علامت خرس کوچک را دارد
شخصیت دیپر؛ از زندگی سازنده آبشار جاذبه یعنی الکس هیرش الهام گرفته شده است. او می‌گوید وقتی تقریباً هم سن دیپر بود (۱۲ سال) صدای خود را ضبط می‌کرده و چندین بار به عقب برمی‌گردانده تا سعی کند برعکس حرف زدن را یاد بگیرد. هیرش خود را این گونه توصیف می‌کند: «آن کودک هر جایی که می‌رفت، ۱۶ دوربین عکاسی یکبار مصرف را با خود حمل می‌کرد»

## صداپیشه
گویندگی دیپر پاینز توسط جیسون ریتر، هنرپیشهٔ اهل ایالات متحده آمریکا انجام شده است.